# Hájske
Hájske (do roku 1948 Kepešd, v letech 1948–1951 Dverníky, maďarsky Köpösd, německy Köppeschd) je obec v okrese Šaľa na Slovensku. Žije v něm přibližně 1 300 obyvatel. První písemná zmínka o vsi se nachází v druhé zoborské listině a pochází z roku 1113. Vesnice je v ní uvedena pod názvem Copusde jako majetek Nitranského hradu. Ve vsi stojí římskokatolický kostel z roku 1841, který byl postaven na místě staršího barokního kostela ze začátku 18. století. Do katastrálního území obce zasahuje část chráněného areálu Juhásove slance.